# Now Khandan
Now Khandān (farsi نوخندان) è una città dello shahrestān di Dargaz, circoscrizione di Nowkhandan, nella provincia del Razavi Khorasan in Iran. Aveva, nel 2006, una popolazione di 2.751 abitanti. Si trova a nord-ovest di Dargaz ed è vicina al confine con il Turkmenistan.